# Leonhardskapelle (Münsterlingen)

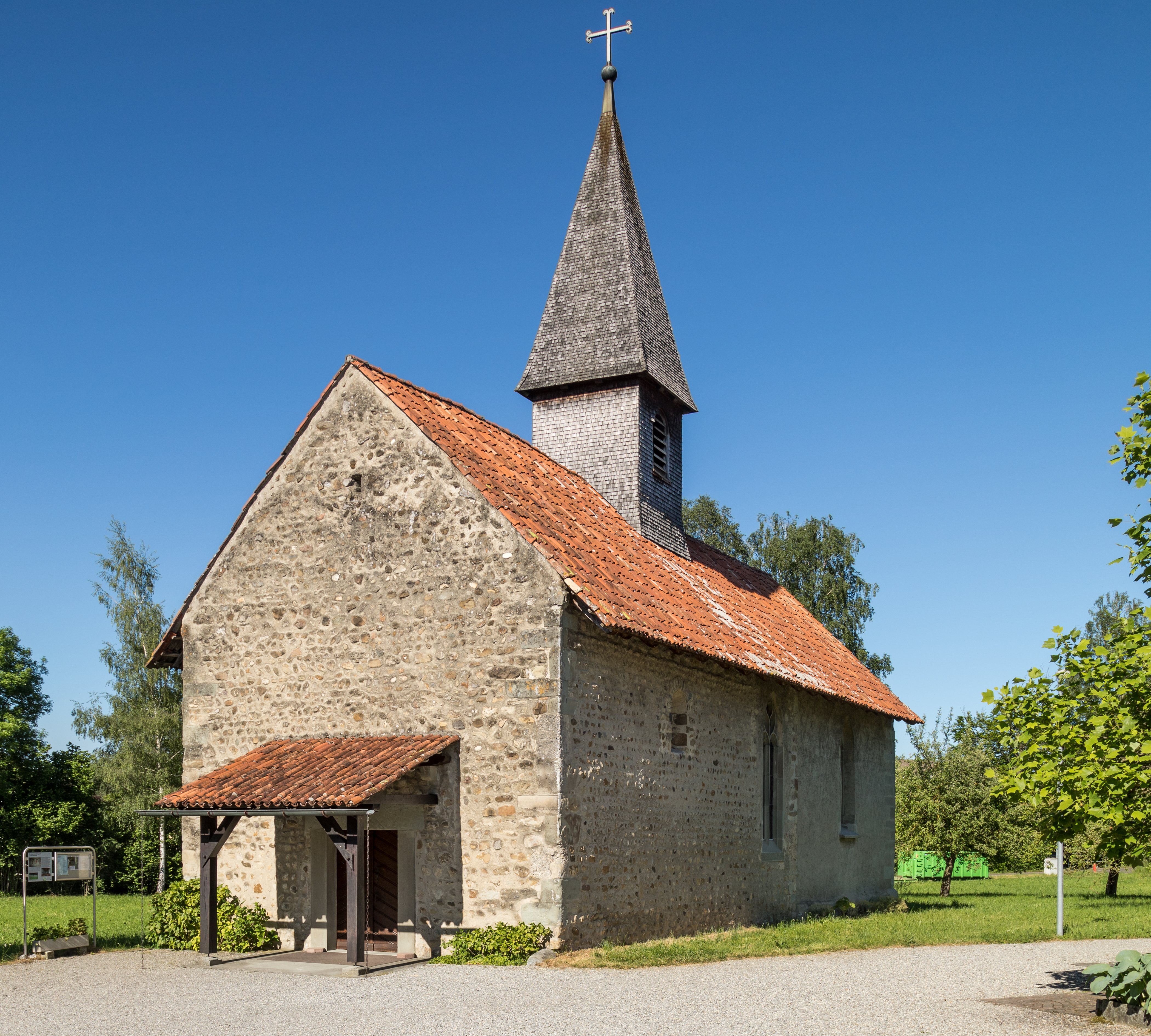
Leonhardskapelle

Die römisch-katholische Leonhardskapelle ist ein Kirchenbau in der Gemeinde Münsterlingen (bis 1994 Landschlacht) im Schweizer Kanton Thurgau.

## Geschichte
Die früheste Erwähnung der Kapelle findet sich in der Konstanzer Chronik (Historia civitatis et episcopatus Constantiensis) von Gebhard Dacher († 1471) aus den Jahren 1458 bis 1471. Dort wird berichtet, die Kapelle in Landschlacht sei bereits zur Zeit Bischofs Salomons III. von der Kirche in Altnau abhängig und damit dem Bistum Konstanz zugehörig gewesen. Die Richtigkeit der Angabe ist nicht überprüfbar.
Spätestens ab 1505 wurde auf Anweisung der Konstanzer Diözese der Kirchdienst in Landschlacht durch den Pfarrer in Altnau versehen.

## Bau

### Vorromanischer Bau
Ein erster Bau am Ort erfolgte nach Ausweis archäologischer Bewertung der 1943/1944 ergrabenen Fundamentreste im 10. oder 11. Jahrhundert. Er könnte zur Manse – bestehend aus Mühle, Herrenhof und Kapelle – gehört haben, die Ludwig der Fromme 817 dem Kloster St. Gallen zusprach. Der vorromanische Kirchraum lag unterhalb des heutigen Chores und wurde zuletzt nicht als fast quadratischer Kultraum, sondern als Chor eines nach Westen anschliessenden Kirchbaus gedeutet.
Ob dieser erste Bau bereits das Leonhardspatrozinium trug, ist ungewiss.

### Romanischer Bau
Das romanische Kirchenschiff entspricht im Wesentlichen dem heutigen Schiff. Allerdings besass die Kapelle in dieser Zeit einen eingezogenen Chor, dessen Dimensionen mit etwa 3 × 3,5 m über denen des Vorgängerbaus lag. Die dendrochronologische Untersuchung ergab eine Fertigstellung des Daches um 1150.

### Heutiger Baukörper
Die Kapelle präsentiert sich als einschiffiger, ungewölbter Bau mit Glockenreiter auf einem Satteldach. Das westliche Vordach wurde 1944 anhand von Spuren eines Vorgängers erneuert.
Der romanische Westteil aus der Mitte des 12. Jahrhunderts, in dem sich der Kapelleneingang befindet, besteht aus Feldsteinen. Die östliche Hälfte, der höher gelegte Chorbereich, ist eine gotische Erweiterung mit Masswerkfenstern aus der Zeit um 1400.

## Wandmalereien

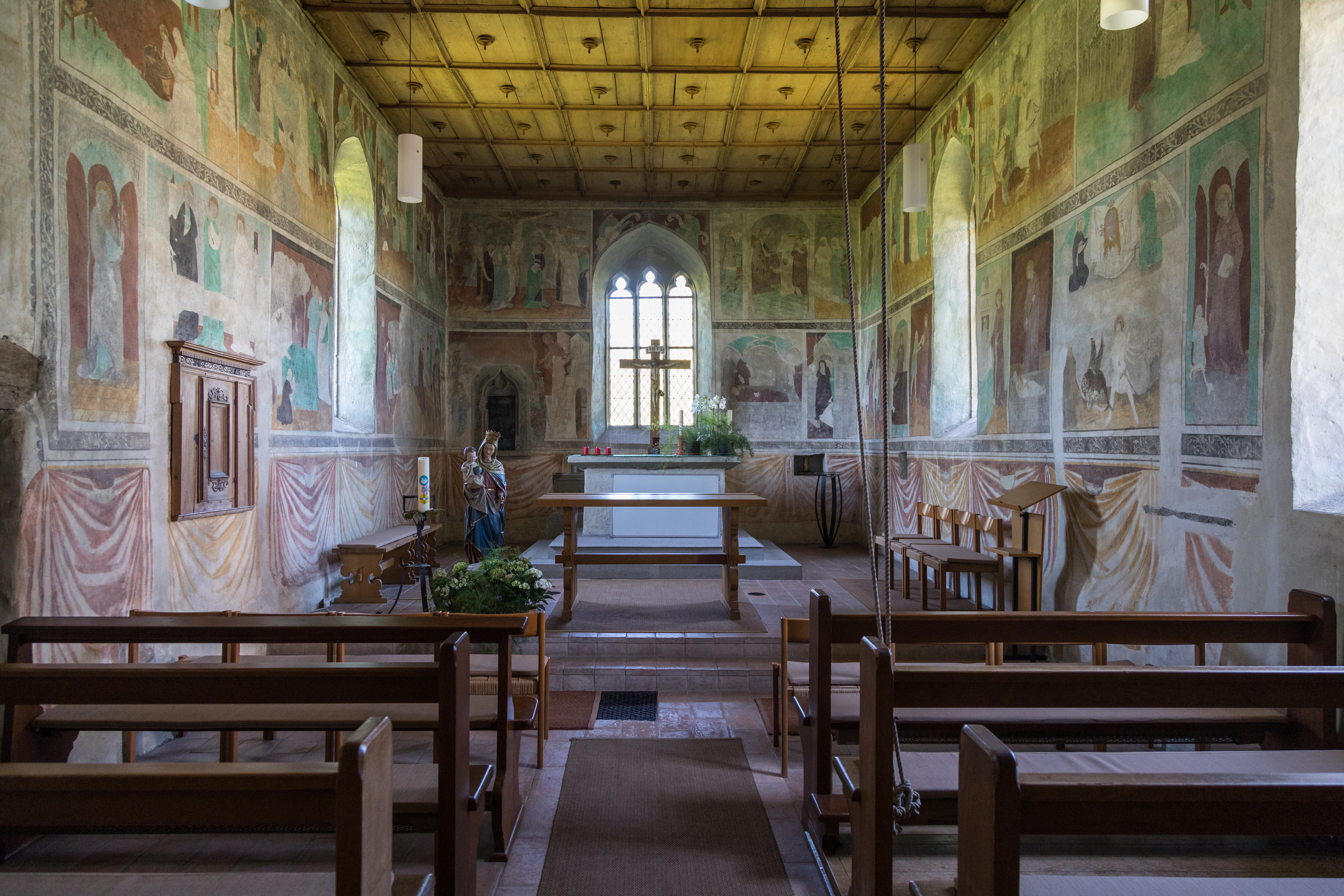
Innenraum mit Wandmalereien (Blick nach Osten)

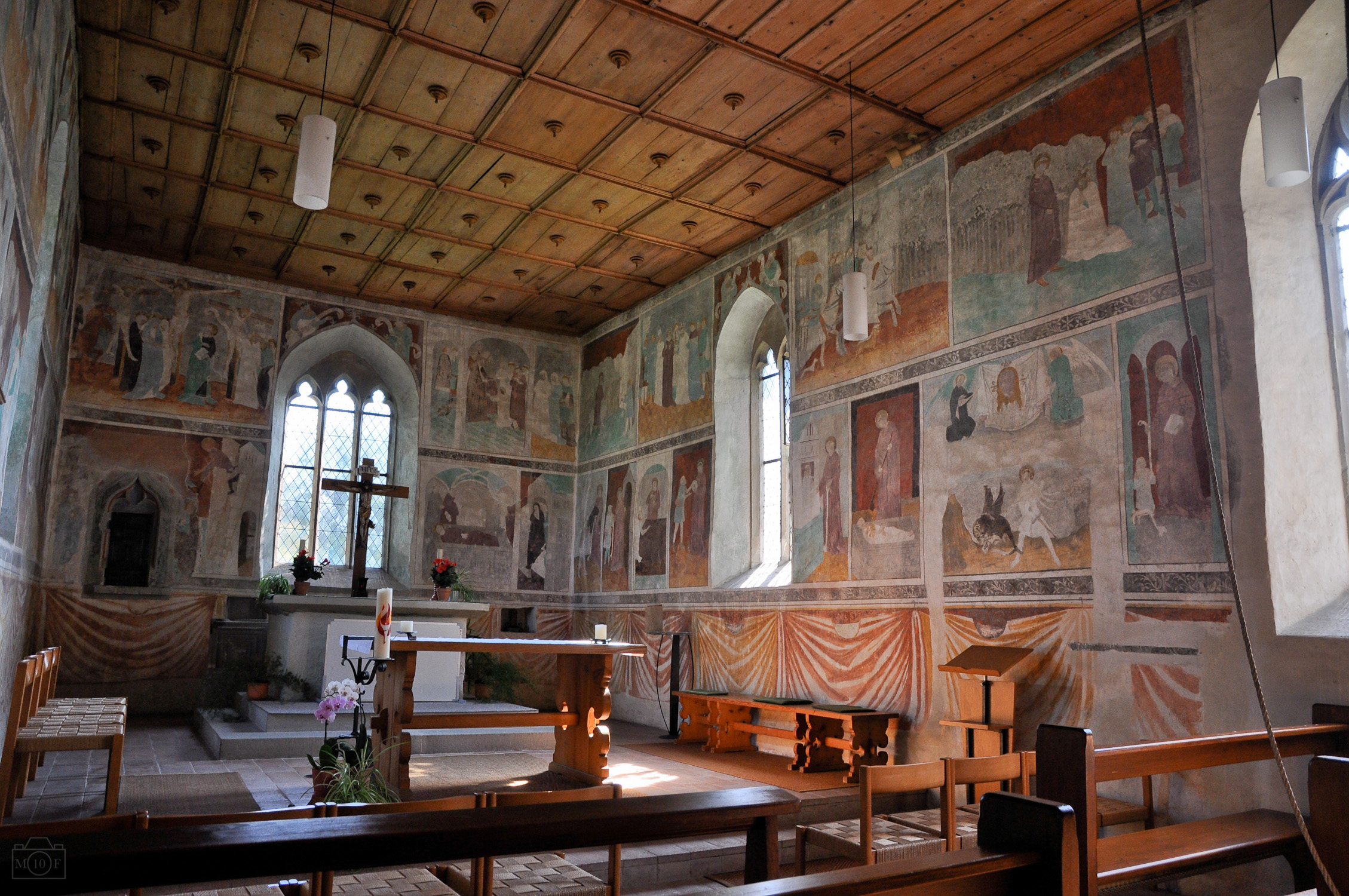
Innenraum mit Wandmalereien (Blick nach Südosten)

Nachdem das Abreissen der Kapelle 1907 durch den neu gegründeten Thurgauer Heimatverein abgewendet werden konnte, wurden unter dem weissen Putz mittelalterliche Wandmalereien entdeckt, die 1909 freigelegt wurden.
Bereits im 11. Jahrhundert hatte man begonnen, die Kirche auszumalen.
Aus dem ersten Viertel des 14. Jahrhunderts stammt ein Zyklus mit Bildern der Passion Christi. Zwischen einem Wein- und Eichblattfries sind noch sechs von einstmals sieben oder acht Medaillons erhalten. Die Bildzone wird durch Arkaden gegliedert. Regine Abegg verwies auf eine Reihe weiterer Passionszyklen in den Galluskapellen in Arbon und Oberstammheim, in der Sebastianskapelle in Buch, der evangelischen Kirche in Nussbaumen und der Oswaldskapelle in Breite. Sie stellte die besondere Position des Landschlachter Zyklus heraus: «In der Reihe ähnlicher, sicher voneinander abhängiger Passionszyklen aus der 1. Hälfte des 14. Jh. im  Bodenseeraum [...] ist derjenige in Landschlacht vielleicht der früheste, sicher aber der künstlerisch bedeutendste.» An der Süd- und Westwand befinden sich ebenfalls Szenen aus der Passion, die der Zeit zwischen dem 12. und 14. Jahrhundert entstammen, aufgrund ihres Erhaltungszustandes aber nicht näher datierbar sind.
1432 wurde ein Leonhardszyklus im gotischen Chor von den Konstanzer Bürgern Heinrich Ehinger und Berchtold Vogt in Auftrag gegeben und auf diese Weise dem Patron der Kirche bildlich die Ehre erwiesen; die Stifter sind durch ihre Wappen identifizierbar. Die Malerwerkstatt stammte aus Konstanz oder der Umgebung.